# 2010년 아시안 게임 부탄 선수단
부탄은 2010년 11월 12일부터 11월 27일까지 중화인민공화국 광저우에서 열린 제16회 2010년 아시안 게임에 참가했다.
복싱, 태권도 2개 종목에 11명의 선수를 출전시켰으나 메달을 획득하지는 못 하였다.

## 복싱

### 남자
| Kinley Gyeltshen | 플라이급 | 부전승                             | Rey Saludar (CHN) 패 KO        | 진출 못함                    | 진출 못함 | 진출 못함 | 진출 못함 | 진출 못함 |           |
| Sigyel Phub      | 밴텀급   | Syimyk Abdyldabek Ulu (KGZ) 승 5-4 | Daniyar Tulegenov (KAZ) 승 6-3 | Wessam Salamana (SYR) 패 1-6 | 진출 못함 | 진출 못함 | 진출 못함 | 진출 못함 | 진출 못함 |
| Chencho Wangdi   | 라이트급 | Chi Kit Wu (MAC) 승 10-2           | Forootan Golara (IRI) 패 3-13  | 진출 못함                    | 진출 못함 | 진출 못함 | 진출 못함 | 진출 못함 |           |